# Эммерс, Марк
Марк Йозеф Эммерс (нидерл. Marc Jozef Emmers; 25 февраля 1966, Хамонт-Ахел, Бельгия) — бельгийский футболист, выступавший на позиции полузащитника. Известен по выступлениям за бельгийские клубы «Мехелен» и «Андерлехт», а также сборную Бельгии. Участник чемпионатов мира 1990 и 1994 годов.

## Клубная карьера
Эммерс начал карьеру в Генке, в местной команде «Ватерсхей». В 1983 году он дебютировал за команду, а во втором своем сезоне, стал основным футболистом. В сезоне 1985/1986 клуб вылетел во второй дивизион, но Марк остался и ещё на сезон, чтобы помочь «Ватерсхею» вернуться обратно.
В 1987 году Эммерс перешёл в «Мехелен» и в своем первом сезоне он помог клуб завоевать серебряные медали Жюпиле лиги. В том же сезоне клуб также стал обладателем Кубка кубков, переиграв в финале амстердамский «Аякс». В ответном матче полуфинала против итальянской «Аталанты» Эммерс забил победный гол и вывел свою команду в финал. Позже Марк стал также обладателем Суперкубка УЕФА. В следующем сезоне Марк стал чемпионом Бельгии в составе «Мехелена». По окончании сезона он был признан лучшим футболистом Лиги.
Летом 1992 года Эммерс перешёл в «Андерлехт». Несмотря на то, что ещё три раза выиграл бельгийское первенство, а также дважды завоевал Кубок и Суперкубок Бельгии, мз-за высокой конкуренции он не часто выходил на поле. В сезоне 1995/1996 Марк получил травму и сыграл всего пять матчей. В 1997 году он перешёл в итальянскую «Перуджу», но провел в Серии А всего полгода, выйдя на полу в семи встречах. После неудачного выступления в Италии Эммер сезон провел в швейцарском «Лугано». В 1999 году он вернулся на родину, где недолго выступал за клуб третьего дивизиона «Дист». В 2000 году Марк завершил карьеру.

## Международная карьера
26 марта 1988 года в матче против сборной Венгрии Эммерс дебютировал за сборную Бельгии. В 1990 году он был включен в заявку национальной команды на участие в Чемпионате мира в Италии. На турнире он сыграл в матчах против сборных Испании, Уругвая и Южной Кореи.
В 1994 году Марк во второй раз принял участие в Чемпионате мира в США. На турнире он сыграл во встречах против сборных Германии, Нидерландов и Марокко.

## Достижения
Командные
 «Мехелен»
- Чемпионат Бельгии по футболу — 1988/1989
- Обладатель Кубка кубков — 1987/1988
- Обладатель Суперкубка Европы — 1988

 «Андерлехт»
- Чемпион Бельгии (3): 1992/1993, 1993/1994, 1994/1995
- Обладатель Кубка Бельгии — 1993/1994
- Обладатель Суперкубка Бельгии (2): 1993, 1995

Индивидуальные
- Лучший футболист Жюпиле лиги — 1988/1989